# 吉利汽車
吉利汽车（英語：Geely Automobile Holdings Limited，港交所：175、港交所：80175（人民幣結算）），是中国浙江省一家民营汽车制造商，主要業務為製造及分銷汽車及汽車零部件，是吉利控股集团旗下的子公司，亦為中國民營汽車生產企業浙江吉利控股集團有限公司的聯營公司，於香港交易所上市。
公司成立于1996年，董事長為李書福。

## 歷史

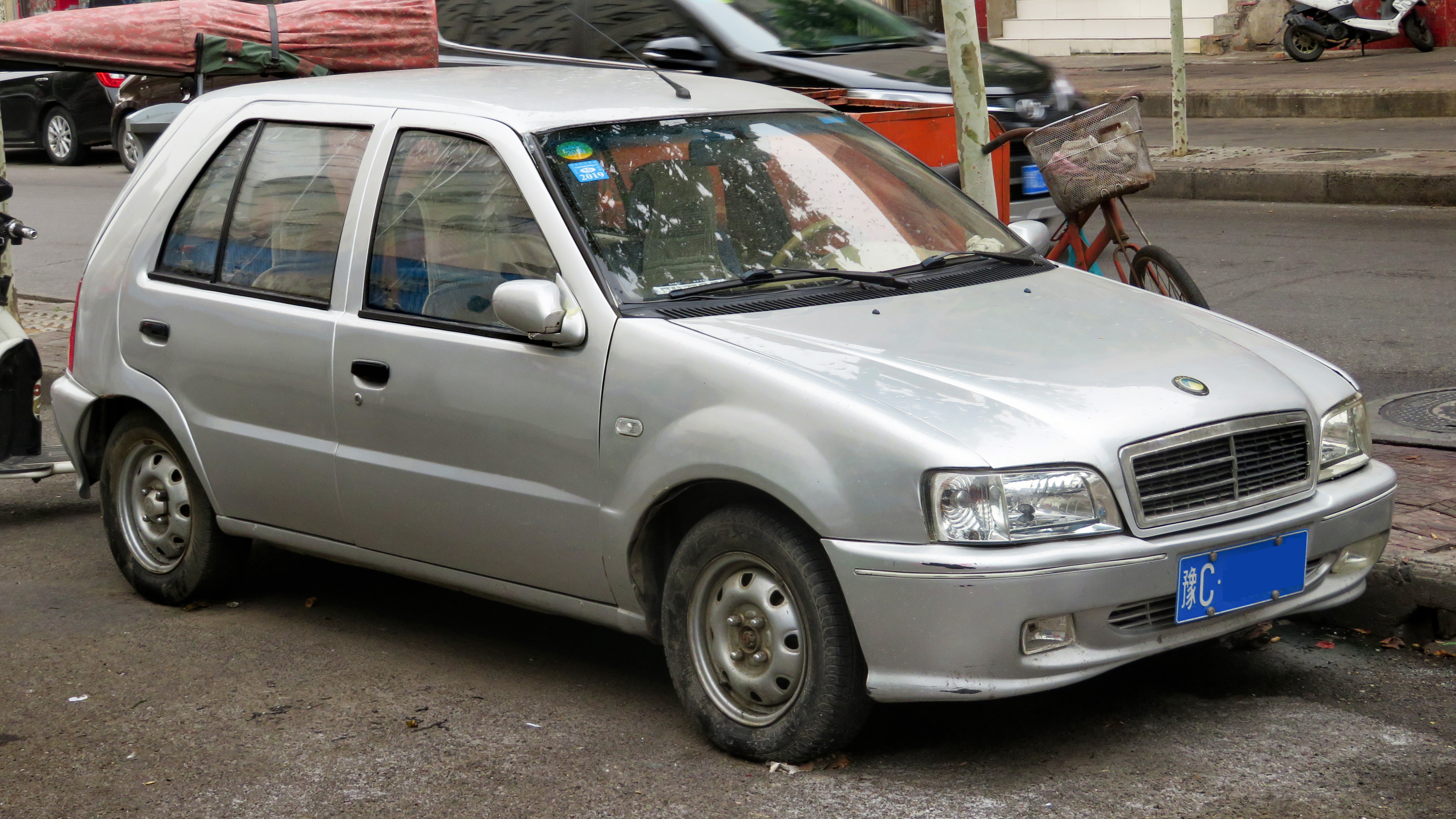
2003版吉利豪情，外观参考了两厢大发Charade（夏利原型）

1986年11月6日，以生產電冰箱配件為主的北極花冰箱廠成立。
1989年，由於中國實施電冰箱定點生產，李書福的北極花廠為青島琴島夏普旗下的六月雪冰箱代工，由於64事件，該品牌因名稱被政府下架，無法代工生產冰箱的李書福轉產装潢材料。及後至1994年4月，吉利進入摩托車事業。
1995年，李書福決定投入汽車產業，因當時國家不再發出汽車生產牌照而未能成事。直至李書褔成功收购位於四川德陽市一間面臨破產的國有小型汽車製造商「德陽汽車廠」，從而取得小型汽車的生產權。
1996年5月，吉利集團有限公司成立。2003年1月16日，集團管理總部迁入浙江省杭州市高新產業開發區，同年3月24日，浙江吉利控股集团有限公司正式成立。
吉利汽車成立初期，李書福曾购入兩部賓士汽車並解拆研究，利用玻璃纖維重新製造車身、加装某红旗车拆卸得到的底盘和发动机，命名为吉利1号（车牌号：浙J0011试），但沒有正式投產。及後，吉利汽車開始參考日本豐田汽車與天津一汽合資生產的夏利而研發出「吉利豪情」，並由一汽豐田提供引擎（8A系列引擎），1998年8月8日，第一輛「吉利豪情」在浙江省臨海市正式下線。當時由于一汽夏利和豪情构成直接竞争，一汽于是將引擎價格不斷提高，並取消對吉利汽車的售後服務。吉利決定利用從一汽購入的豐田引擎作參考，自行研發引擎。
1999年11月，为配合培养汽车人才，吉利集团在前一年创建的民办高校浙江经济管理专修学院的基础上组建了吉利大学，位于北京市昌平区。同年，吉利宁波生产基地开建。
2000年5月17日，吉利第二款车「吉利美日」在宁波正式下線。當時，一名曾到吉利參與豐田引擎的售後服務的日本工程師時發現「吉利美日」的「地球儀」車標與豐田的極為相似，豐田廠方於是決定以此控告吉利汽車侵權，但最終吉利勝訴。事發後，吉利汽車與一汽豐田的引擎供應合約完全中止，在吉利將原有的豐田引擎存貨全部售出後，再沒有使用豐田引擎的吉利車型。
2001年11月9日和12月26日，4款吉利汽車登上國家經濟貿易委員會發佈的中國汽車生產企業產品公告，使吉利汽車成為中國首家獲得轎車生產資格的民營企業。2002年12月，吉利汽車與韓國大宇國際株式會社簽約聯合開發「吉利自由艦」轎車項目。2003年1月28日，吉利首款轿跑车「吉利美人豹」下線。
2002年8月，台州路桥工厂开建。
2004年吉利汽車集團透過將浙江吉利控股集團有限公司的業務及資產注入吉利汽車控股有限公司，實行將吉利汽車於香港交易所整體上市。
2005年6月21日，董事長李書福代表吉利汽車控股有限公司與香港生產力促進局主席兼香港立法會議員梁君彥正式簽署《在香港合作開發新型轎車體系並帶動有關零部件開發項目的合作備忘錄》。2008年7月10日，中國汽車技術研究中心在天津召开了信息发布会，此次会议公布了中國新車評價規程（C-NCAP）2008年第二季度汽车碰撞测试结果，「吉利遠景」以总分42.2分的成績獲得四星級評分。
2005年，与韩国大宇合作的吉利自由舰上市，该车型可选配吉利自研的发动机和变速箱。
2006年10月24日，吉利汽車收購了英國錳銅控股有限公司約23%權益，更合組了一間聯營公司於上海生產锰铜控股TX4型出租車，並擁有亞洲區的獨家生產及銷售權。2007年5月，簽約收購浙江吉利控股集團有限公司旗下其它的汽車資產。2008年7月收購完成後，吉利汽車控股有限公司已擁有位於中國的五個汽車生產基地及其廠房、吉利品牌、華普品牌及英倫帝華品牌，汽車研究院、發動機、變速箱等關鍵零部件廠房。
2006年，吉利金刚、吉利远景上市。
2009年3月，以4740万澳元收购自动变速器公司DSI。

2009年12月24日，吉利汽車母公司浙江吉利控股集團和福特汽車就出售富豪汽車達成初步協議。2010年3月28日在瑞典正式簽署股權轉讓協議，交易價約18億美元，約139億7千250萬港元。其中2亿美金为票据，其余为现金，资金来自吉利集团、中资和国际资本。

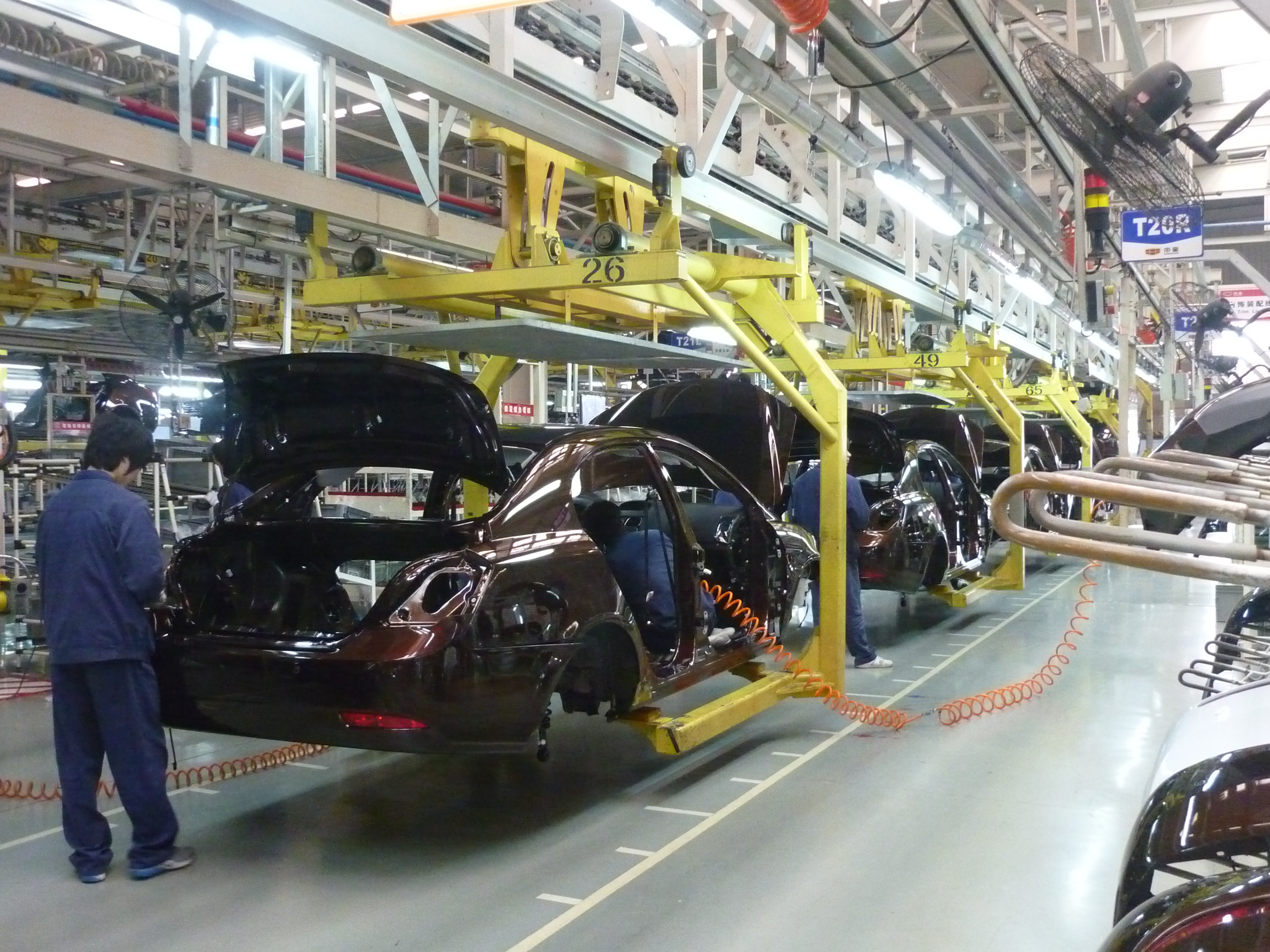
吉利位于宁波北仑的生产线

2010年11月26日，吉利汽车的子品牌英伦汽车在北京发布。
2011年11月23日，Euro-NCAP（欧洲新车安全评鉴协会）公布的最新一期汽车安全碰撞成绩中，吉利帝豪EC7获得Euro-NCAP四星安全认定，是中国车型在这次Euro-NCAP安全碰撞测试中获得的最高成绩。
2012年7月9日，《财富》世界500强企业排行榜发布，吉利控股集团以营业收入233.557亿美元（约1500亿元人民币）首次进入世界500强。
2013年2月1日，吉利控股集团通过下属子公司——吉利英国集团有限公司按零现金、零债务模式以1104万英镑收购英国锰铜控股的业务与核心资产，包括英国锰铜的厂房、设备、不动产、全部无形资产（包括知识产权、商标、商誉等），以及锰铜与吉利在中国设立的合资工厂中48%的股份和库存车辆。
2013年2月1日，吉利汽車將與浙江康迪（Kandi）合組合營公司，進軍電動車市場，合資公司的註冊資本為10億元人民幣，吉利及康迪各持有50%股權，吉利董事長李書福將出任合資公司的首任董事長。
2013年7月8日，《财富》杂志发布了“2013年财富世界500强”榜单，吉利控股集团以总营业收入245.5亿美元连续第二年入选。
2013年8月9日，浙江吉利汽车有限公司与吉利国际（香港）有限公司，成立浙江智慧普华融资租赁有限公司，注册资金2000万美元，从事汽车及相关融资租赁业务，李健出任首任总经理、齐磊出任产品市场部部长。
2013年，吉利欧洲研发中心成立，吉利和沃尔沃联合开发了双方共用的中级车平台CMA架构。
2015年3月26日，吉利控股集团伦敦出租车工厂扩建仪式在英国考文垂举行，英国首相大卫·卡梅伦亲临仪式并讲话。
2014年，吉利汽车宣布取消帝豪、全球鹰和英伦3个子品牌。
2015年4月9日，吉利博瑞正式上市，該車是吉利旗下首款引入富豪汽車安全技術理念的車型。 它的設計師是前富豪汽車集團的副總裁彼得·霍布里，2011年開始起出任吉利集團的設計總負責人。博瑞的潛在競爭對手也由同級別自主品牌車型擴大到部分合資車型。
2015年7月3日，吉利宣布向冰岛碳循环国际公司投资4,550万美元，研发并推广100％甲醇燃料汽车在中国、冰岛和世界其他地区的使用。
2015年8月12日，吉利汽车控股有限公司（浙江吉利控股集团有限公司的控股子公司，香港上市代码：0175）和法国巴黎银行个人金融（法国巴黎银行全资子公司）合资成立吉致汽车金融有限公司。
2015年10月21日，中共中央总书记习近平与英国威廉王子一起，在董事长李书福陪同下参观了吉利伦敦出租车公司推出的全新一代伦敦出租车TX5。
2016年7月20日，美国《财富》杂志发布2016世界500强排行榜，吉利控股集团以2015年实现263亿美元营业收入连续第五年进入世界500强，位列第410位，排名较上年提升67位。
2016年10月20日，“吉利全新汽车品牌LYNK & CO全球发布会”在德国柏林举行。
2017年5月25日，買下虧損連連的馬來西亞寶騰控股（Proton）49.9%股權及英國超跑蓮花汽車51%股權。
2017年11月13日，宣布与美国Terrafugia飞行汽车公司达成最终协议，将收购Terrafugia的全部业务及资产，并由吉利控股集团总裁高级顾问余宁担任董事长。
2017年12月27日，浙江吉利控股集团与欧洲基金公司CevianCapital达成一致，將斥資32.5億歐元、約39億美元收购其持有的沃尔沃集团股票，项目交割后，吉利控股将持有沃尔沃集团8.2%的股权，並擁有15.6%投票權，成为其第一大股东。
2018年2月24日戴姆勒披露，中國吉利汽車董事長李書福透過一家投資基金Tenaclou3 Prospect Investment Ltd ，入股戴姆勒的9.69%股權。以市值計，該批股權的價值為90億美元（75億歐元），成為單一大股東。
2018年4月25日吉利汽車持股99%的附屬公司吉利羅佑與变速箱产业领导者日本愛信精機訂立合資協議，成立分別佔40%及60%股權的合資公司，雙方各以現金注資4680萬美元及7020萬美元作註冊資本，公司將於2020年開始量產，設計產能約每年40萬台自動變速器。主要從事前輪驅動6檔自動變速器及相關零配件的製造及銷售。部分原先采用江西Getrag双离合变速器的吉利车型改用合资生产的爱信6AT变速箱以期取得更好的燃油效率、更稳定的供应链。
2018年6月6日騰訊和浙江吉利控股集團有限公司聯合宣布，雙方組成的聯合體以43億人民幣成功中標動車網絡科技有限公司49%股權轉讓項目。
2019年3月28日吉利控股和戴姆勒成立—間各佔50%股權的合資公司經營智马达smart汽车，新公司的總部將設在中國并将推出纯电动车型。根据协议，纯电smart将由奔驰全球设计部门负责设计，吉利控股全球研发中心负责工程研发。
2019年4月11日，吉利旗下纯电新品牌几何汽车公布，首款车型几何A接受预定。
2020年2月10日，吉利和沃尔沃汽车分别公告称双方正在筹划进行业务重组，重组后通过吉利汽车香港上市。
2020年6月17日，经董事会批准，吉利汽车计划于上海证券交易所科创板上市。同年9月1日，上交所受理上市申请。由于同年底中国证监会加强上市审查，吉利汽车放缓了科创板IPO计划，最终于2021年6月撤回科创板上市申请。
2021年2月24日，沃尔沃汽车和吉利汽车宣布达成新合作方案。
2022年5月9日，吉利汽車入股雷諾韓國汽車Renault Korea Motors的34.02%權益

## 標誌变迁

2020-2023
2023-present

## 研發
集團現有員工近一萬人，其中工程技術人員超過一千八百人，擁有四名院士、十多名外國專家、數千名博士、碩士、數百名高級工程師及研究員。投資數億元成立吉利汽車研究院及發動機研究所。
- 臨海研發中心：專注新車型號設計基地，為集團主要測試中心。
  - 浙江吉利汽車研究院院長：趙福全，副院長：王德倫、吳錦
- 上海研發中心：專注新能源、綠色和清潔燃料、混合動力和電力、以及經典汽車的設計和開發。
  - 上海華普汽車研究院院長：祁國俊
  - 新能源汽车研究院院長：張彤
- 寧波研發中心：專注發動機及變速箱系統的開發及研究工作。
  - 寧波吉利發動機研究所所長：智百年
- 路橋研發中心：專注汽車電子及電動零部件的開發及研究工作。
- 濟南研發中心：專注商用車的開發及研究工作。
  - 吉利濟南研究院院長：梁賀年

根据吉利汽车“20200”战略，到2020年年销量将达到200万台。届时吉利汽车需达成全方位、宽领域、多层次的产品序列，拥有诸多高品质的模块化平台将为打造更多车型提供便利。根据浙江省发改委的信息，吉利汽车AMA和BMA模块化平台项目正在实施。针对不同市场区间的产品，未来吉利汽车将形成四大模块化平台（AMA、BMA、CMA、DMA）。新能源车和高端车则成为上述平台所涉及到的重点内容。

### AMA平台
AMA平台是吉利集团将历时三年专门为新能源汽车打造这一全新平台。投产后年销售收入不少于150亿元。该项目包括冲压、焊装、涂装、总装四大工艺以及与之配套的试车跑道、停车场、动力站房、管理办公中心、生活配套区等辅助功能设施。

### BMA平台
BMA模块化平台由吉利汽车与沃尔沃汽车联合开发、具备国际先进水準的新型模块化基础架构。匹配世界先进的动力系统，其中包括混合动力和插电式混合动力，生产具备行业先进性和持续生命周期的领先型汽车产品，年产能将达到30万台。产品：吉利SX11

### CMA平台
发布于2016年5月18日，由沃尔沃汽车主导，吉利汽车联合开发。CMA平台是沃尔沃继SPA之后又一整车平台架构，延续后者灵活性、可调整性和高兼容性的特征。其能根据设计需求改变车身基础参数，推出不同尺寸、功能的车型，并可以适应不同的动力系统。产品：吉利博瑞GE、领克01、领克02、沃尔沃XC40

### DMA平台
随着品质3.0战略的不断深入，吉利汽车品牌向上的需求升级，研发高端型号车型的DMA平台自然应运而生。DMA平台是在CMA平台的基础上进行拓展，由此将生产出B级轿车、SUV等车型。此外DMA平台还将打造出各个级别的新能源产品进行全覆盖。作为两家企业共同研发的新平台，DMA平台将全面应用于吉利汽车，并不涉及沃尔沃汽车。

## 品牌

### 现有品牌
- 吉利（Geely）
- 吉利银河
- 极氪（ZEEKR）
- 领克（LYNK&CO）
- 宝腾（Proton）
- 睿蓝（英语：Livan Automotive）
- 白吉（英语：BelGee）

### 已停止使用的品牌
2014年起，吉利将帝豪、全球鹰、英伦品牌合并，此前推出的车系统一使用吉利品牌。
- 帝豪（Emgrand）
- 全球鹰（Gleagle）
- 英伦（Englon）
- 楓葉（Maple）
- 吉利几何（Geely Geometry）

## 車型

### 吉利
在产
- 熊猫Mini
- 帝豪
- 帝豪L
- 繽瑞
- 星瑞（英语：Geely Preface）
- 星瑞L
- 豪越PRO
- 豪越L
- 繽越
- ICON
- 博越（英语：Geely Atlas）
- 博越L
- 星越L（英语：Geely Monjaro）
- 嘉际

停产
- 豪情
- 美日
- 美日之星
- 优利欧
- 美人豹
- 中國龍
- 自由艦
- 金鹰
- 远景
- 豪情SUV
- 金刚
- 远景S1
- 远景X1
- 远景X3
- 远景X6
- 帝豪GL
- 帝豪GS
- 帝豪S
- 博瑞
- 豪越
- 星越

### 全球鹰（已停止使用）
- EX2
- GC7
- GX2
- GX7
- K10
- K11
- K12
- K17

### 帝豪（已停止使用）
- 经典帝豪
- EC7
- EC8

### 英伦（已停止使用）
- 金刚财富
- C5
- SC3
- SC5-RV
- SX7
- TX4

## 图库

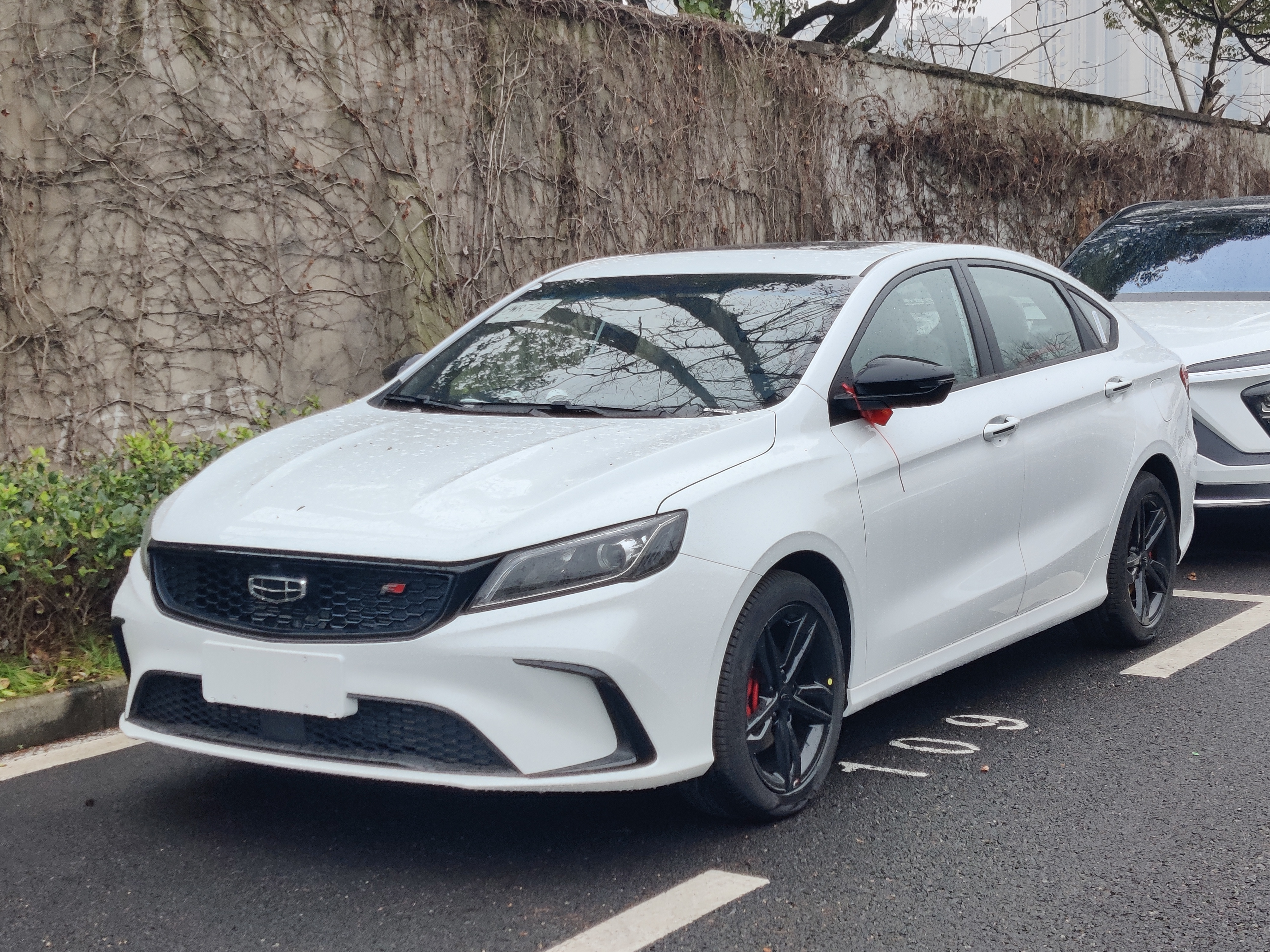
吉利缤瑞
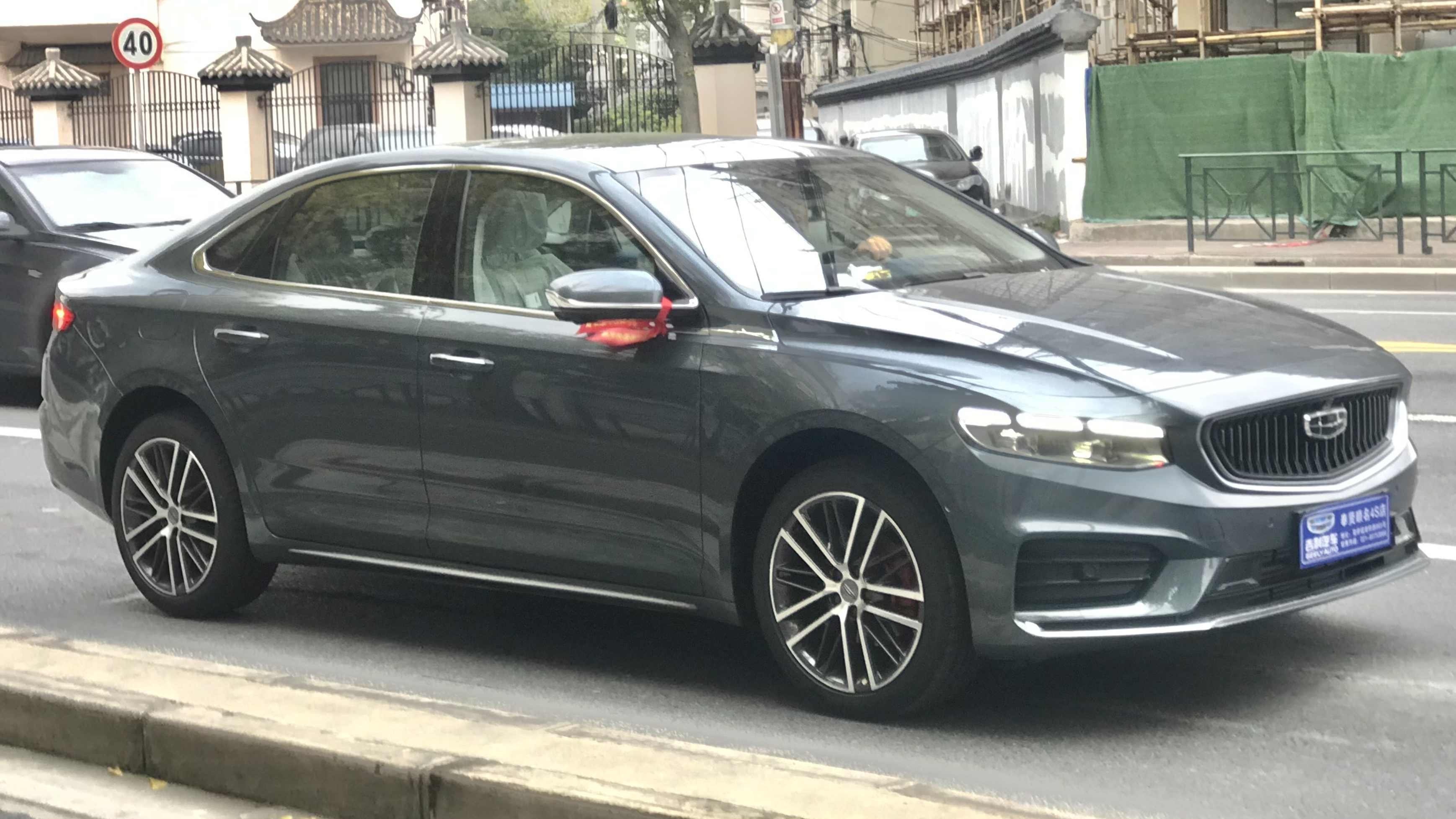
吉利星瑞
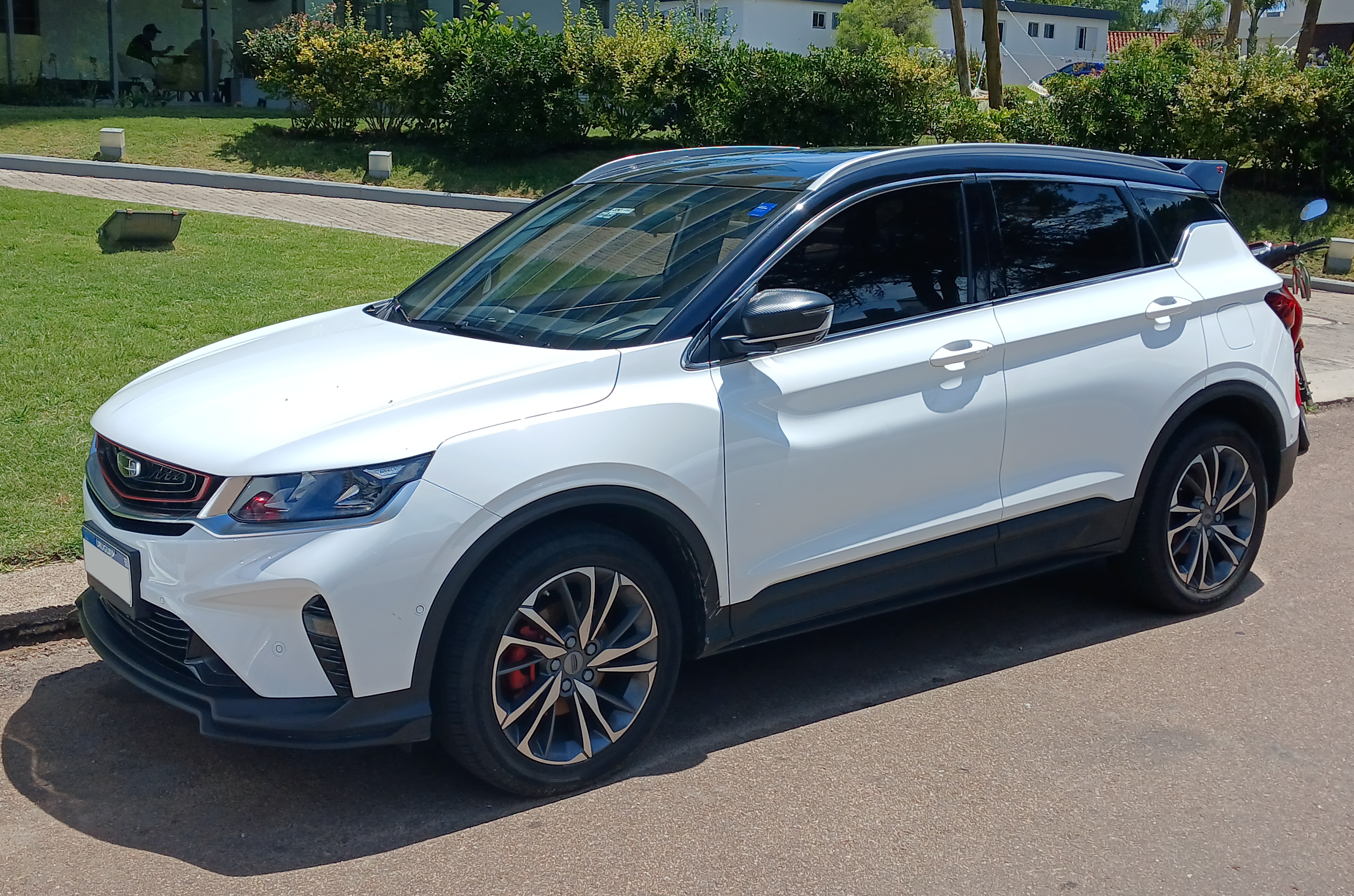
吉利缤越
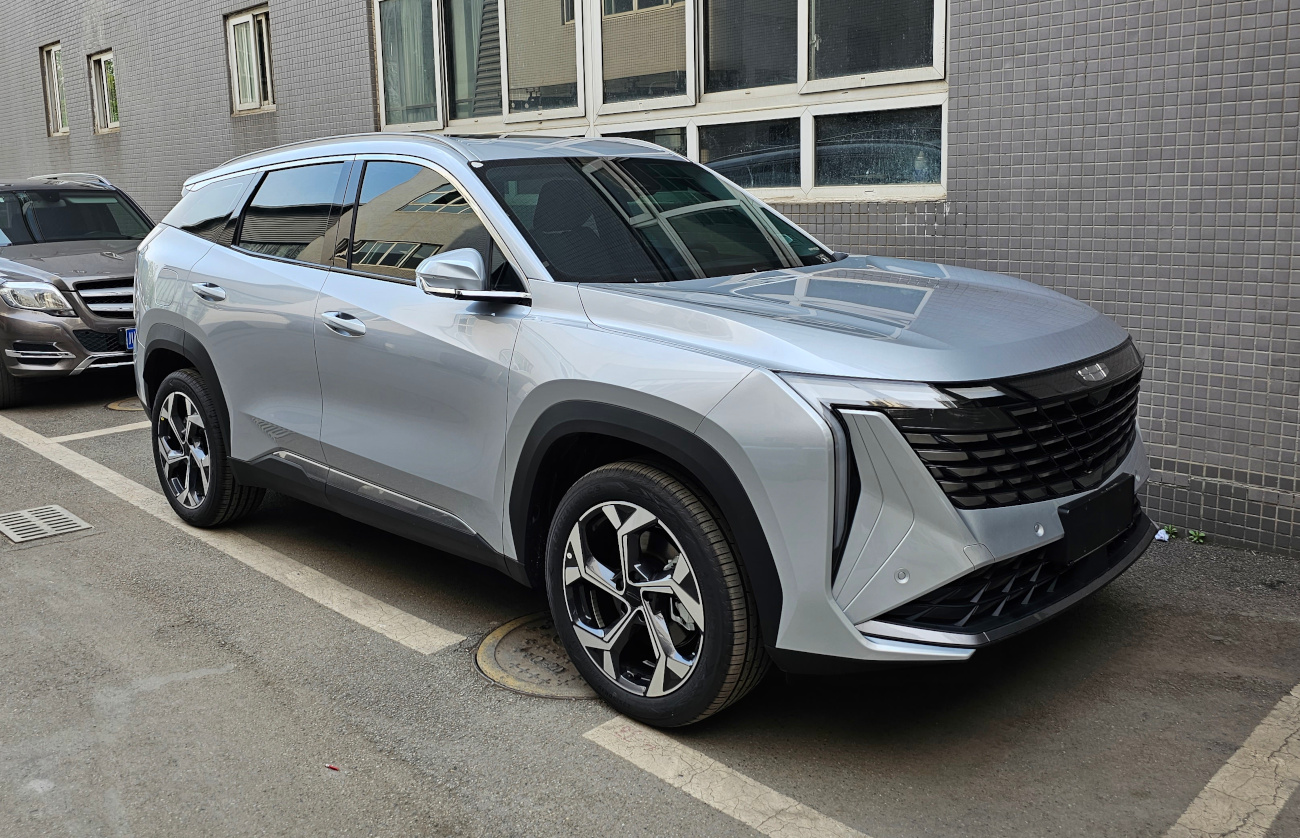
吉利博越L
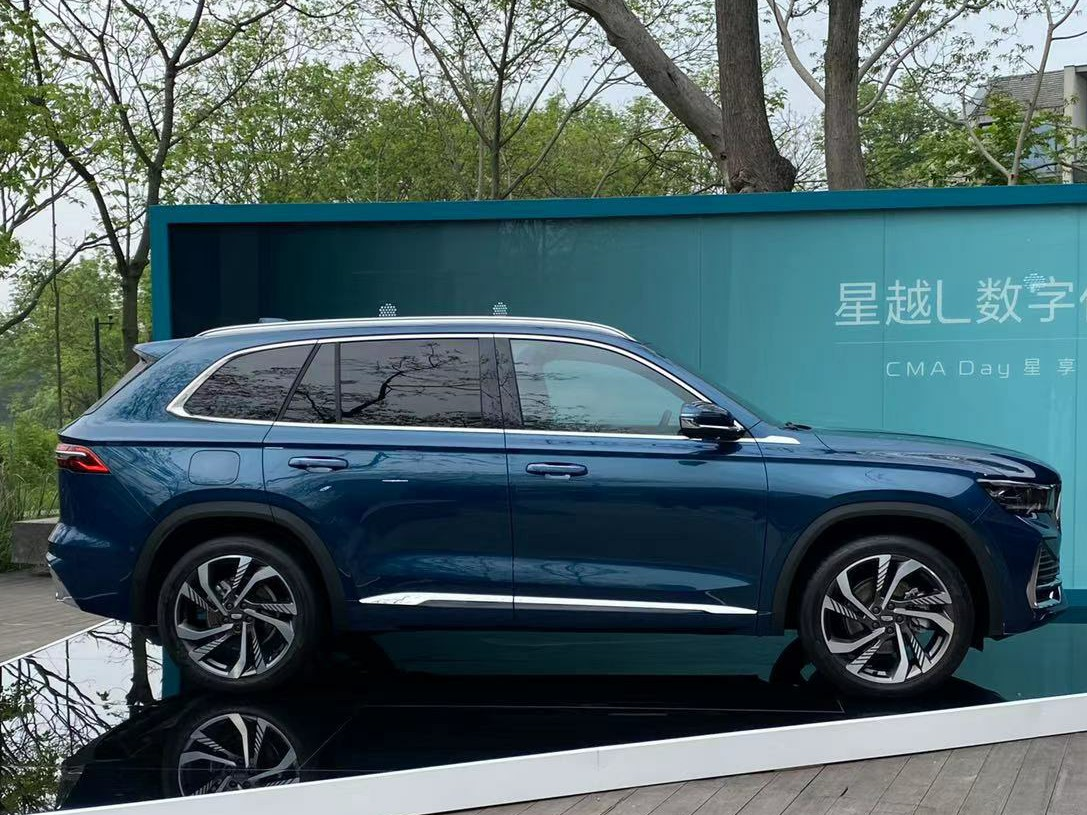
吉利星越L
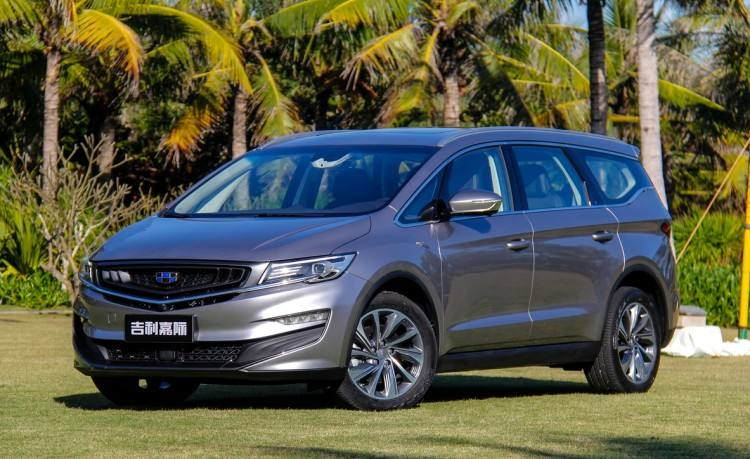
吉利嘉际

## 国内销量
| 年份 | 销量 (单位：万辆) |
| ---- | ----------------- |
| 2009 | 32.67             |
| 2010 | 41.5              |
| 2011 | 43.28             |
| 2012 | 49.14             |
| 2013 | 54.94             |
| 2014 | 42.58             |
| 2015 | 54.27             |
| 2016 | 76.58             |
| 2017 | 124.7             |
| 2018 | 150.1             |
| 2019 | 136.2             |
| 2020 | 132.02            |

## 出口
吉利汽車初期的主要出口對象為東南亞、非洲、東歐和南美等周邊的小國，2005年4月5日，馬來西亞拿督蘇錦鴻博士與吉利汽車在上海簽署了《吉利汽車整车销售代理协议》及《CKD项目协议书》，同年5月30日，在中華人民共和國全國人民代表大會常務委員會委員長吳邦國及馬來西亞議會下議院議長拉姆利的見證下，吉利汽車在馬來西亞吉隆坡國會大厦與馬來西亞IGC集团就整车项目及CKD项目正式签约，自始吉利汽車大舉進入了馬來西亞的汽車市場。
2007年5月16日，「吉利自由艦」CKD组装项目正式落户印度尼西亞。同年11月6日，“第二届中俄经济工商界高峰论坛·中俄经济合作项目签约仪式”在俄羅斯首都莫斯科举行，吉利汽車与俄羅斯ROLF公司签订合作合同，5年內向俄羅斯出口20萬輛轎車，中國國務院副總理吳儀与俄羅斯第一副總理亞歷山大·茹科夫现场见证。
集團的產品透過53個國家的59家銷售代理和285個銷售服務點於海外銷售，主要出口國家分佈於東歐，中東，非洲及中美洲各地，位居中国轿车出口前列。
吉利原本打算在2008年进入北美市场，不过由于多项测试车没有通过美国的冲撞、尾气测试，吉利的计划被拖延至2009年。

## 赛事
- 2003年9月，吉利轿车獲“全国汽车拉力赛”长春站、北京站冠軍和龙游站季军。
- 2006年3月2日，亚洲吉利方程式国际公开赛（AGF）在北京启动。同年5月28日，「吉利自由艦」获2006年全国汽车场地锦标赛珠海站冠军。

## 宣传
- 2002年10月1日，柯受良駕駛「吉利美日」在西藏拉薩布達拉宮廣場進行飛車表演，當日由於圍觀群眾過多關係，使加速路段比原先預計短，使柯受良未能降落在預定緩衝物上，而是直接在地面進行硬著陸，再撞向緩衝物。表演車僅有輕微的外部損傷。
- 2007年6月28日以吉利汽車發展歷程为藍本的電視劇《歲月風雲》上映。該劇製作費達6000萬港元。